# Ignacio Kortabarría
Ignacio Kortabarría Abarrategi – indicato anche come Inaxio Kortabarria o come Cortabarria – (Mondragón, 31 luglio 1950) è un ex calciatore spagnolo, di ruolo difensore centrale.

## Carriera

### Club
Ha legato la sua carriera alla Real Sociedad entrandovi nel 1968 come giocatore della squadra B della società, il San Sebastián. Dopo tre anni Kortabarría esordì nella squadra principale in occasione di un match contro il Deportivo La Coruña del 19 settembre 1971. Divenuto presto capitano della Erreala (divenendo anche protagonista, assieme a José Ángel Iribar, della prima esposizione della bandiera basca dalla presa al potere di Francisco Franco), vi giocò per un totale di 14 anni ritirandosi nel 1985 dopo aver totalizzato 442 presenze totali (di cui 355 in campionato) e aver vinto tre trofei tra il 1980 e il 1982 (due campionati e una Supercoppa).

### Nazionale
Conta quattro presenze nella nazionale spagnola (a cui rinunciò per questioni politiche) esordendo il 22 maggio del 1976 contro la Germania Ovest e giocando l'ultima partita dopo alcuni mesi contro l'Ungheria. Conta inoltre due presenze in partite non ufficiali giocate dalla selezione dei Paesi Baschi.

## Statistiche

### Presenze e reti nei club
| Stagione        | Squadra         | Campionato      | Campionato | Campionato |
| Stagione        | Squadra         | Comp            | Pres       | Reti       |
| --------------- | --------------- | --------------- | ---------- | ---------- |
| 1971-1972       | Real Sociedad   | PD              | 14         | -          |
| 1972-1973       | Real Sociedad   | PD              | 32         | -          |
| 1973-1974       | Real Sociedad   | PD              | 29         | -          |
| 1974-1975       | Real Sociedad   | PD              | 29         | -          |
| 1975-1976       | Real Sociedad   | PD              | 25         | -          |
| 1976-1977       | Real Sociedad   | PD              | 26         | 2          |
| 1977-1978       | Real Sociedad   | PD              | 27         | 2          |
| 1978-1979       | Real Sociedad   | PD              | 28         | -          |
| 1979-1980       | Real Sociedad   | PD              | 29         | 1          |
| 1980-1981       | Real Sociedad   | PD              | 30         | 5          |
| 1981-1982       | Real Sociedad   | PD              | 31         | 6          |
| 1982-1983       | Real Sociedad   | PD              | 28         | -          |
| 1983-1984       | Real Sociedad   | PD              | 8          | -          |
| 1984-1985       | Real Sociedad   | PD              | 12         | -          |
| Totale carriera | Totale carriera | Totale carriera | 355        | 16         |

## Palmarès

### Calciatore
- Campionato spagnolo: 2

1980-1981, 1981-1982
- Supercoppa di Spagna: 1

1982